# Toni Stolper

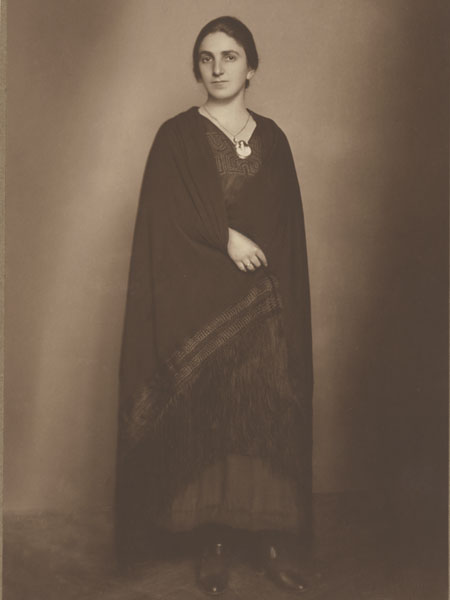
Toni Stolper im Jahr 1924

Toni Stolper (geboren als Antonie Kassowitz 22. November 1890 in Wien, Österreich-Ungarn; gestorben 18. Oktober 1988 in Alexandria, Virginia) war eine österreichisch-deutsche Wirtschaftswissenschaftlerin und Journalistin, die 1933 in die USA emigrieren musste.

## Leben

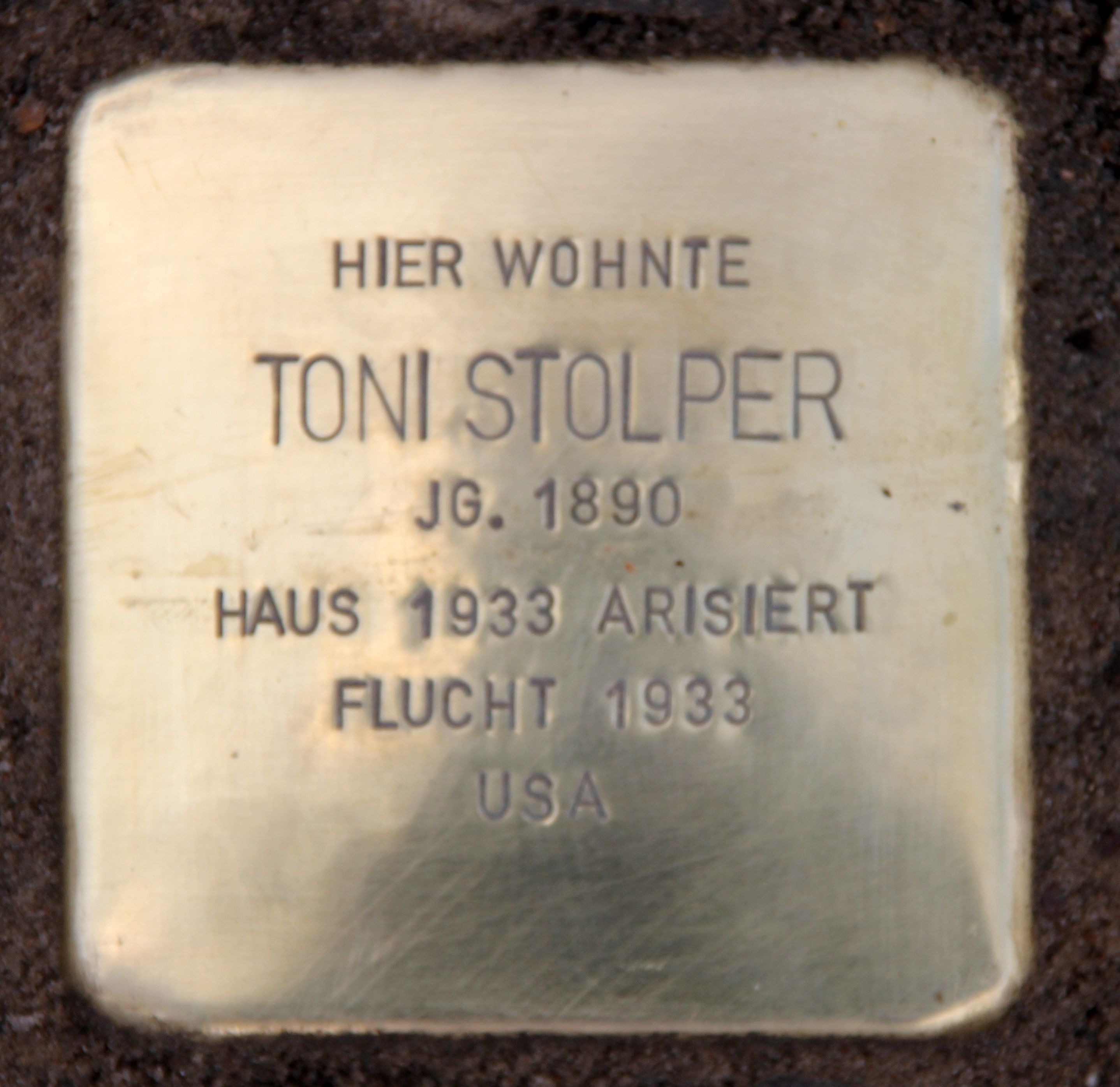
Stolperstein, Englerallee 25, in Berlin-Dahlem

Stolper war die Tochter der Publizistin Emilie Kassowitz und des Kinderarztes Max Kassowitz.
Sie studierte Rechtswissenschaft in Wien und Nationalökonomie in Berlin. Sie promovierte im Jahre 1917. 1921 heiratete sie Gustav Stolper, die Historikerin Joan Campbell ist ihre gemeinsame Tochter. Für die von diesem herausgegebene Zeitschrift Der Österreichische Volkswirt verfasste sie von 1921 bis 1925 Artikel. 1925 übersiedelte das Paar nach Berlin, wo Gustav Stolper die Zeitschrift Der Deutsche Volkswirt gründete. Toni Stolper schrieb regelmäßig Beiträge, u. a. über Fragen der englischen und russischen Volkswirtschaft. 1926 nahm sie die deutsche Staatsangehörigkeit an.
Toni Stolper war eng mit Theodor Heuss und Elly Heuss-Knapp befreundet. 1933 emigrierte die Familie in die USA. Dort war Toni Stolper weiter aktiv im Journalismus und engagierte sich in der Sozialpolitik. Sie war Mitbegründerin der Emigranten-Selbsthilfeorganisation Selfhelp und des American Council for Emigrés in the Professions und spielte eine führende Rolle bei der Eingliederungshilfe für Emigranten. Sie pflegte eine regelmäßige Korrespondenz mit deutschen und amerikanischen Wissenschaftlern und Politikern. 1960 veröffentlichte sie die Biographie ihres Mannes Ein Leben in Brennpunkten unserer Zeit. 1981 erschien ihre deutsche Übersetzung von The German Werkbund. The politics of reform in the applied arts, einer von ihrer Tochter Joan Campbell verfassten Studie über den Deutschen Werkbund.
Seit 1975 wohnte sie in Kanada.
Am 14. November 2015 wurden auf Initiative der Botschaft von Ungarn in der Bundesrepublik Deutschland zwei Stolpersteine in Erinnerung an Gustav und Toni Stolper vor der ehemaligen Villa des Ehepaars in Berlin gelegt.